# Ахундов, Вели Юсуф оглы
Вели Юсуф оглы Ахундов (азерб. Vəli Yusif oğlu Axundov; 1 [14] мая 1916 — 22 августа 1986) — советский партийный и государственный деятель. Член Коммунистической партии с 1939 года.

## Биография
Вели Ахундов родился 1 (14) мая 1916 в селение Сараи (ныне — в Апшеронском районе) в семье рабочего. В 1935 году он окончил Бакинский индустриальный техникум, а в 1941 — Азербайджанский медицинский институт. Одновременно с 1938 года лаборант, редактор многотиражки, секретарь комитета комсомола института. С 1939 года член ВКП(б).
| |  |
| Дом в Баку, в котором жил Вели Ахундов и мемориальная доска на стене дома, скульптор - Ахмет Бацкоевич Цаликов |  |

Участник Великой Отечественной войны, служил в РККА на должностях младшего и старшего врача полка, командира санитарной роты, командира медико-санитарного батальона. С 1946 года ассистент Азербайджанского медицинского института; научный сотрудник, а затем директор Института эпидемиологии, микробиологии и гигиены Министерства здравоохранения Азербайджанской ССР.
В 1949 году Вели Ахундов был назначен председателем Азербайджанского республиканского Комитета профсоюза медицинских работников, в 1950 году заместителем министра здравоохранения Азербайджанской ССР, а в 1953 — заместителем заведующего Отделом административных и торгово-финансовых органов ЦК КП Азербайджана. С мая 1954 года министр здравоохранения Азербайджанской ССР. С января 1958 года секретарь ЦК Компартии Азербайджана, а с июля 1958 — Председатель Совета Министров Азербайджанской ССР.
В июле 1959 — июле 1969 гг. первый секретарь ЦК Компартии Азербайджана. Одновременно с 7 февраля 1962 по 27 октября 1964 годов Ахундов являлся членом Закавказского бюро ЦК КПСС. С июля 1969 года вице-президент Академии наук Азербайджанской ССР. В 1972 году Ахундов был назначен директором Института вирусологии, микробиологии и гигиены.
Депутат Верховного Совета СССР 6-8 созывов. Член ЦК КПСС в 1961—1971 гг. Доктор медицинских наук. Профессор. Академик.
Супруга — Сара Гусейн кызы Ахундова (девичья фамилия — Агаева).
Скончался 22 августа 1986 года.

## Награды
- Орден Ленина
- Орден Красной Звезды
- Орден «Отечественной войны 2-й степени»[1]